# Bouw (bedrijfstak)

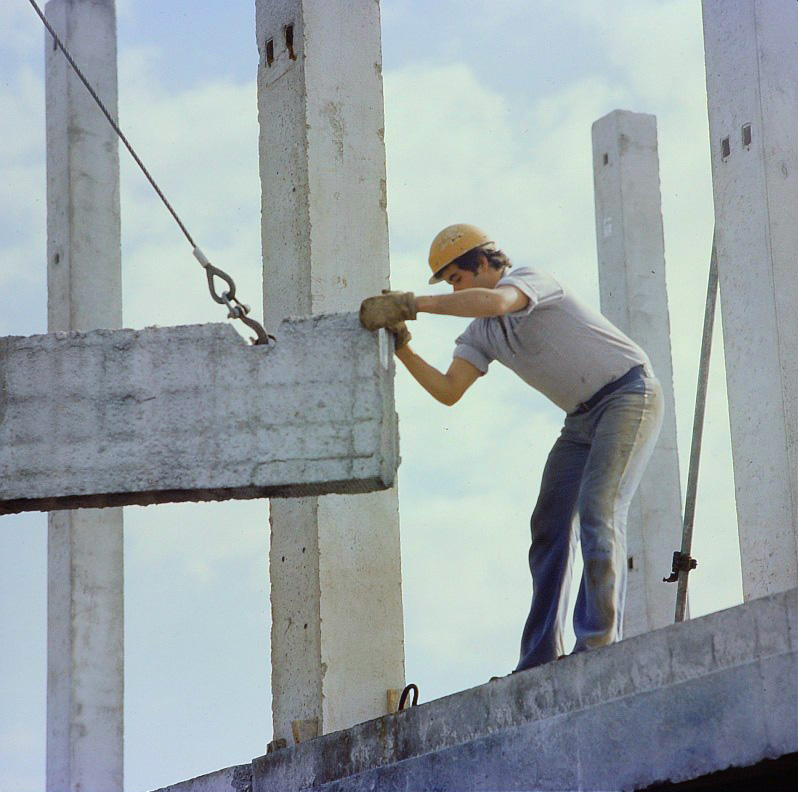
Een bouwvakker aan het werk.

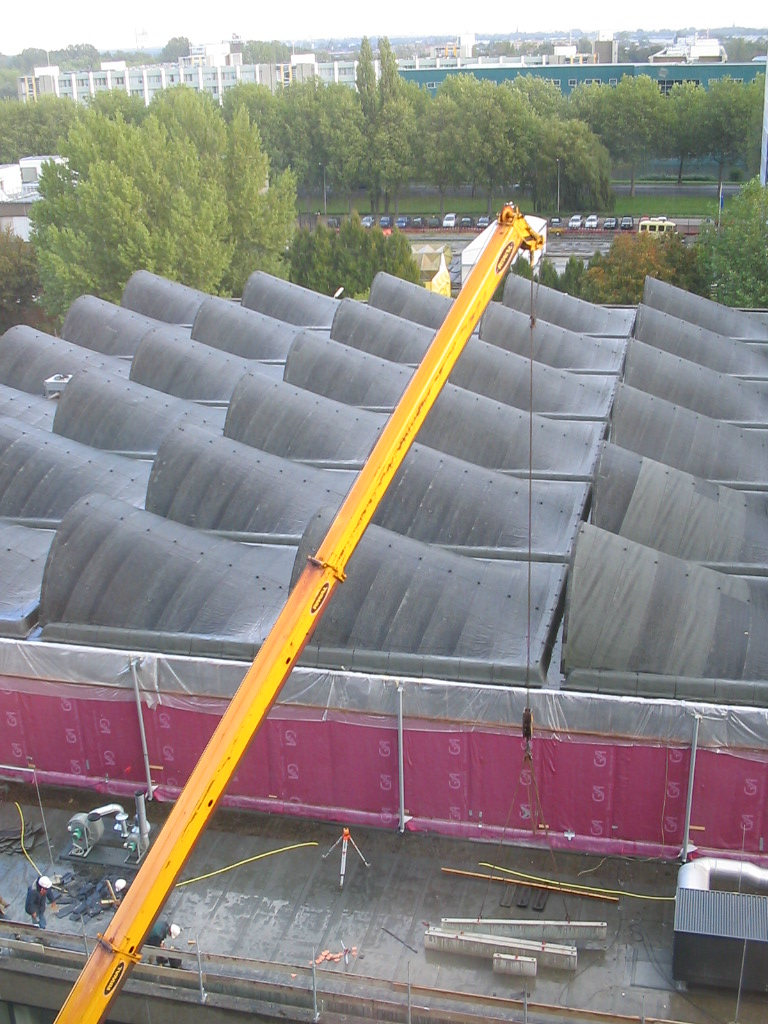
Een bouwproject met op
de voorgrond een telescoopkraan.

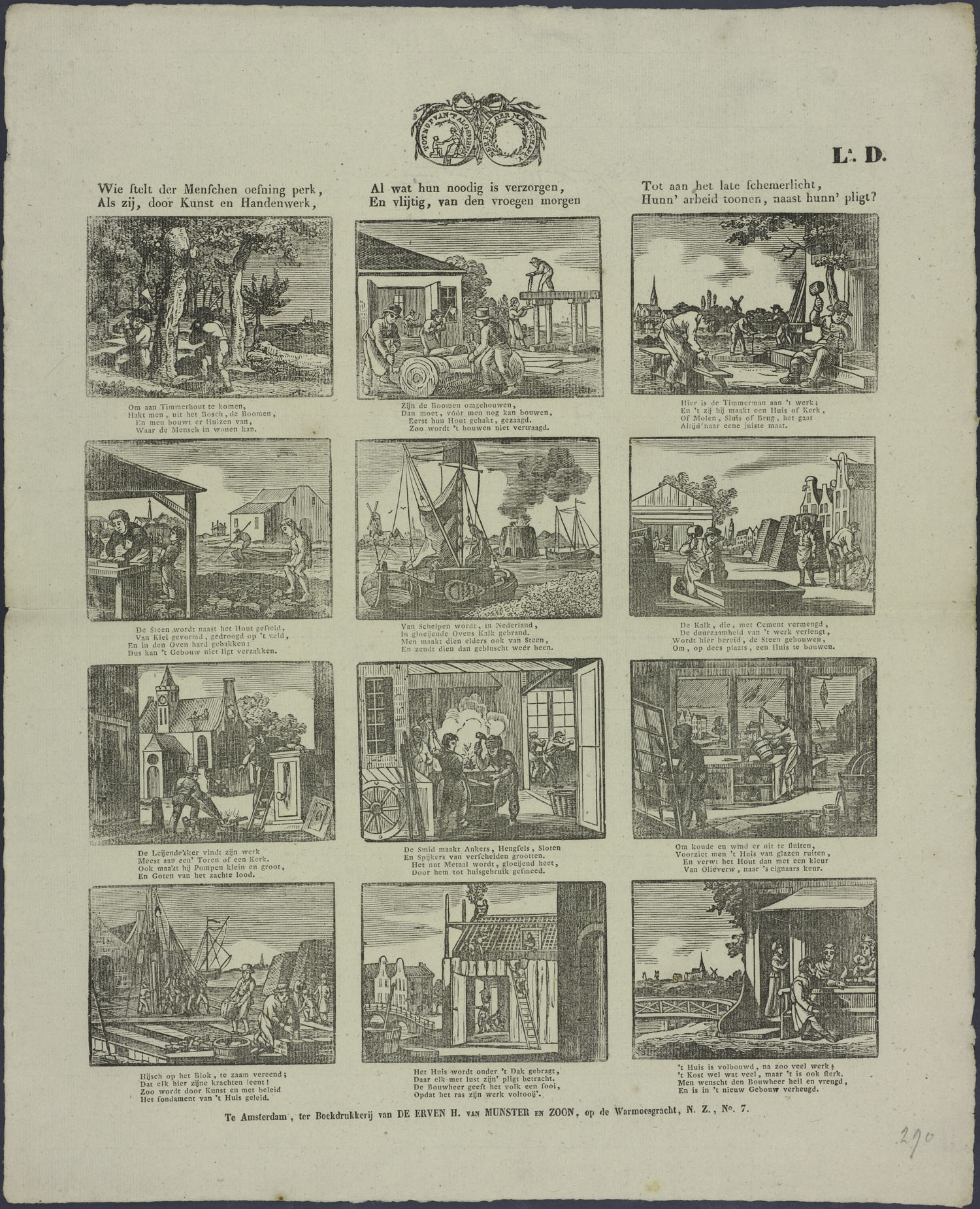
De bouw op een centsprent (ca. 1820): houthakken, bomen verzagen, timmerwerk, stenen bakken, kalk branden, cement maken, steenhouwen, leien dekken, spijkers en sloten smeden, glazen maken, verven, heien, vieren dat het dak er op zit, en het huis is af.

De bouw is de economische sector of bedrijfstak die zich bezighoudt met het produceren van woningen en andere bouwwerken. De kennis die hiervoor nodig is, en de wetenschap die zich daarmee bezighoudt, heet bouwkunde.

## Bouwproces
Hieronder een kernschema van processen die tot een gebouw leiden. Tijdens elk proces is er een team van specialisten bezig om het gestelde doel te bereiken:
- het initiatief;
- het ontwerp;
- de realisatie
- het gebruik.

Hoewel het nog steeds voorkomt dat iemand zijn eigen huis bouwt, wordt het meeste bouwen gedaan door gespecialiseerde bouwbedrijven die in opdracht van een opdrachtgever een gebouw plaatsen.
De realisatie van een gebouw wordt volledig vastgelegd in een bouwbestek. 
Projectontwikkelaars laten op eigen initiatief kantoren, bedrijfspanden en wooncomplexen ontwerpen en bouwen om die naderhand te kunnen verkopen.

## Beroepen in de bouw
In Nederland werken 499.100 mensen in de bouw (2008).
Een onvolledige opsomming van beroepen in de bouw:
aannemer - blokkenlijmer - bekister - betonstaalverwerker - betonboorder-betonreparateur - opzichter - bouwvakker - constructeur - dakdekker - gibobouwer - huisschilder - ijzervlechter - installateur - kraanmachinist - loodgieter - metselaar - opperman - steigerbouwer - stukadoor - timmerman - plafonneur - uitvoerder - werkvoorbereider - tegelzetter - klusbedrijf- grondwerker- elektricien- veiligheidscoördinator- architect
Een overzicht van opleidingen en beroepen in de Belgische bouwsector vindt men bij FVB (Fonds voor vakopleiding in de bouwnijverheid).

## Economie
De bouw is een conjunctuurgevoelige sector. Als de economie begint te groeien, wordt de vraag naar grotere en nieuwe gebouwen groter, bij economische krimp vindt het tegenovergestelde plaats.
De bouw bestaat uit de volgende deelsectoren, die op hun beurt weer zijn opgesplitst: 
- burgerlijke en utiliteitsbouw (B&U) (bouw van woningen, kantoren en dergelijke), 
  - eengezinswoningen
    - open bebouwing (4-gevel woning)
    - half open bebouwing (3-gevel woning)
    - gesloten bebouwing (2-gevel woning)

  - appartementen
  - kangoeroewoningen
- grond-, weg- en waterbouw (GWW),
- installatiebedrijven (elektrische installaties, verwarming, gas-, water- en loodgieterswerk en dergelijke)
- afwerkbedrijven (zoals schilders en stukadoors) en
- andere, gespecialiseerde bedrijven (als onder meer heiwerk en betonstaalvlechten).

Een aantal typen bedrijven zijn nauw bij de bedrijfstak bouwnijverheid betrokken, onder meer: 
- zand- en grindwinningsbedrijven;
- producenten van asfalt, beton, cement en betonwaren;
- steenfabrieken;
- timmerbedrijven;
- glas- en glasbewerkende bedrijven;
- constructiewerkplaatsen;
- producenten van kunststoffen en metalen ramen, deuren en kozijnen;

Daarnaast zijn veel dienstverlenende bedrijven, zoals architectenbureaus en projectontwikkelaars, actief in dezelfde bedrijfskolom.

## Bouwsector in Nederland
De volgende cijfers geven een beeld van de bouwnijverheidssector: 
- Aantal bedrijven:205.510 (jaar: 2021)[1]
- Aantal aan de bouw verwante bedrijven: circa 20.000
- Werkgelegenheid: 446.000 personen (inclusief kleine zelfstandigen)
- Aantal werknemers: 320 000 (jaar: 2019)[1]
- Netto omzet: EUR 45 miljard (2000)
- De bouwnijverheid draagt zes procent aan het bruto binnenlands product (bbp) van Nederland bij.

Een groot aantal bedrijven in de bouw behoort tot het midden- en kleinbedrijf en er zijn erg veel zeer kleine bedrijven. Er bestaat een klein aantal grote concerns. Ongeveer vijfhonderd bedrijven maken deel uit van een van de twaalf grootste bouwconcerns. De bedrijven in de grond-, weg- en waterbouw verkrijgen 60% van hun omzet uit overheidsopdrachten. In 2000 gaf de overheid 5 miljard euro uit aan opdrachten voor grond-, weg- en waterbouw.
Veel bedrijven in de bouw gaan voor grote opdrachten tijdelijke samenwerkingsverbanden aan. Dat wil zeggen dat twee of meer bedrijven samen een opdracht aannemen. Ook onderaanneming komt veel voor. Bijna een derde van het werk wordt uitbesteed aan onderaannemers, bijvoorbeeld aan een installatiebedrijf of hoveniersbedrijf. De meeste bouwbedrijven zijn regionaal actief en maar een paar bouwbedrijven opereren in heel Nederland.
De bouwsector beschikt over een eigen dagblad dat dagelijks berichtgeving verricht over de bouw: Cobouw. Cobouw wordt sinds 1961 dagelijks uitgegeven, maar bestaat al sinds 1857.
De bouwsector is zeer weersgevoelig. Met name vorstperiodes kunnen grote invloed hebben op de gezondheid van de bedrijven. Om de invloed van het weer minder te maken zijn er diverse vorstregelingen.
In 2022 zien we een flinke stijging van 20% in de gemiddelde prijzen in de bouwsector. Dit komt onder andere door een groot personeelstekort, schaarste in bouwmaterialen, de stijging in gas- en brandstof prijzen en als gevolg van de corona pandemie.

## Bouwsector in België
De volgende cijfers geven een beeld van de bouwnijverheidssector in België:
- Aantal bedrijven: 30.477 (2011)
- Aantal arbeiders: 166.887 (2011)

Een groot aantal bedrijven in de bouw behoort tot het midden- en kleinbedrijf en er zijn erg veel zeer kleine bedrijven. Er bestaat een klein aantal grote concerns.
Veel bedrijven in de bouw gaan voor grote opdrachten tijdelijke samenwerkingsverbanden aan. Ook onderaanneming komt veel voor.
In België is er een professioneel bouwweekblad: de Bouwkroniek. Hierin vinden bedrijven uit de bouwsector informatie over aanbestedingen, uitslagen, toewijzingen, enz.

## Materialen
De volgende materialen zijn belangrijk voor de bouw: 
zand - grind - hout - kalkzandsteen - baksteen - cement - specie - beton - staal - vlakglas - spouwglas - kunststof - lood